# Egotistica
Egotistica is een geslacht van uitgestorven weekdieren uit de klasse van de Gastropoda (slakken). Exemplaren van dit geslacht zijn slechts als fossiel bekend.

## Soort
- Egotistica scirrhoma Marwick, 1934 †